# Raión de Shovguénovski
El raión de Shovguénovski (en ruso: Шовге́новский райо́н, en adigué: Шэуджэн район) es uno de los siete raiones en los que subdivide adminitrativamente la república de Adiguesia, en Rusia. Está situado en el extremo norte de la república de Adiguesia y limita con el raión de Ust-Labinsk del krai de Krasnodar al norte, con el raión de Kurgáninsk al norte y al nordeste, con el raión de Koshejabl al este y sureste, con el raión de Guiaguínskaya al sur y con el raión de Teuchezh y el raión de Beloréchensk del vecino krai al oeste. Tiene una superficie de 516.7 km² y tenía una población de 16 227 habitantes en 2021.
Su centro administrativo es el aul de Jakurinojabl.

## Geografía
Está situado en las llanuras en las vertientes norte del Cáucaso y al sur del río Labá, afluente del Kubán, surcadas por varios de sus afluentes y subafluentes como el Giagá, el Ulka, el Fars o el Chojrak.

## Historia
El raión fue fundado en julio de 1922 como raión del Fars del Óblast Autónomo Adigué. El 2 de agosto de 1924 fue rebautizado como raión de Jakurinojabl. El 7 de febrero de 1929, es designado como Shovguénovski. Del 7 de diciembre de 1956 al 21 de marzo de 1958 fue abolido. Desde el 15 de febrero de 1965 existe con sus fronteras actuales.

## División administrativa
El raión se divide en seis municipios rurales, que engloban 31 localidades:
| Municipios de tipo rural             | Poblaciones* |
| ------------------------------------ | --- |
| Municipio rural Dzherokáiskoye       | - aul Dzherokái - jútor Semiono-Makarenski - jútor Svobodni Trud |
| Municipio rural Dukmasovskoye        | - jútor Dukmasov - jútor Kasatkin - jútor Mamatsev - jútor Mokronazarov - jútor Órejov - jútor Pentiujov - jútor Pikalin - jútor Tíjonov - jútor Chikalov                               |
| Municipio rural Zariovskoye          | - posiólok Zariovo - jútor Vesioli - jútor Doroshenko - jútor Zadunayevski - jútor Kelemetov - jútor Leiboabazov - jútor Mijáilov - jútor Novorusov - posiólok Ulski - jútor Chernyshov |
| Municipio rural Mamjegskoye          | - aul Mamjeg |
| Municipio rural de Jakurinojablskoye | - aul Jakurinojabl - jútor Kírov - jútor Japachov |
| Municipio rural Jatazhukáiskoye      | - aul Pshicho - aul Kabejabl - posiólok Lesjozni - aul Pshizov - aul Jatazhukái |

*Los centros administrativos están resaltados en negrita.

## Demografía
En 2021 contaba con 16 227 habitantes, lo que representó una evolución promedio anual del -0.42% frente a los 16 997 habitantes registrados en el censo anterior. La totalidad de la población era de carácter rural. El 49.7% eran hombres y el 50.3% mujeres.
La única agrupación poblacional era el aúl Jakurinojabl, con 3865 habitantes en 2021.
| Gráfica de evolución demográfica de Raión de Shovguénovski entre 2002 y 2021 |
|                                                                              |
| Fuente: Servicio Estatal de Estadística de la Federación Rusa                |